# Solty Reidio
『Solty Reidio』（ソルティレイディオ）は、「音泉」および「ランティスウェブラジオ」にて2005年10月3日から2006年8月14日まで配信されていた『SoltyRei』（ソルティレイ）関連のインターネットラジオ番組。パーソナリティはソルティ役の斎藤桃子とローズ役の浅野真澄。番組サブタイトルは「究極の美少女SFミッドセンチュリー・アクションラジオ番組」。
また、ポッドキャスティング出張版として『SoltyReidio 地下街中継局』が2005年11月から2006年4月までアニメイトTV（『アニうた革命フル』バージョンもあった）で配信されていた。さらに、『Solty Reidio ハンターズギルド中継局』が2006年5月からBEWE内の『Solty Reiサポーターズクラブ「みんなのハンターズギルド」』で有料配信されている（月2回）。なお、これら関連番組のパーソナリティは斎藤桃子のみであり、本番組の後に収録している。

## 番組概要
- 番組での挨拶はAICましてGONZOんわ。2社の共同制作によるため[1]。
- 途中、斎藤に子供がいたことが発覚（もちろんネタ）したり、浅野の1/4&斎藤の全部が砂になったりした。おそらく収録後に斎藤のセリフ部分のみをSEで加工して声を消したものだと思われる。
- 毎回必ずといっていいほどピー音(放送禁止用語もしくは発言のカット部分)が入っており、中盤以降は発言者本人の｢ここは使わないで下さいっ!｣という台詞で発言がカットされていた。カット部分が長いと浅野のナレーションと共にクラシック音楽が延々と流れることもあった。
- 「ソルティレイ」放送終了により06年3月いっぱいで番組終了の予定だったが、好評により1クール（3ヶ月）延長（＃24・同年3月20日配信分）して7月3日の配信まで放送を続けた。
- 2014年7月6日に、ニコニコ生放送『音泉10周年記念24時間生放送』内にて『Solty Reidio -復活編-』が配信された。

### パーソナリティ
- 斎藤桃子（ソルティ役）
- 浅野真澄（ローズ役）

### 配信曜日・スポンサー
- 2005年10月3日～2006年7月3日（特別配信の2006年8月14日(2006年7月29日のスペシャル公録分。8月31日まで配信)を含めると）全39回+1回

※2006年新年1週目は番組休止。その他2本録り（＃13・＃14の年末進行）が何度か有り
- 音泉：毎週月曜日
- ランティスウェブラジオ：毎週木曜日
- スポンサー：GDH、COSPA、GONZO STYLE（＃30～＃40）

### オープニング／エンディングテーマ
- meg rock「clover」／近江知永「Float 〜空の彼方で〜」(共に＃1～＃13)
- ローズ（浅野真澄）「Happy Hopper」／ソルティ（斎藤桃子）「believe...」(共に＃14～＃40)

## コーナー
- ふつおた(無い時もある)

通常のお便りを紹介する。なお、浅野はアニメ本編の感想から話題を広げることが苦手であることと、アフレコ収録スケジュールの都合で話せなかった事情があったため、採用されるお便りは番組に関係ないものが大半であった。
- Solty Information（ソルティインフォメーション）

番組関連の告知コーナー。このコーナーのみアニメ本編のアシスタントプロデューサーであるチョビーことGONZOの青木隆夫が参加。青木はなかなかの美声の持ち主で、話術も巧く芝居っ気もあったため、浅野から“足軽”と呼ばれ、紹介時に毎週変わるキャッチフレーズでイジられ、しばしば無理難題をふっかけられる等、散々な役回りをさせられる事になる。番組後半では低周波治療器（ビリビリマシーン）が大の苦手であるにも関わらず、情け容赦なく装着されては電流を流されて悶絶する場面が多くなるなど、完全にお笑い芸人扱いされてしまう。
- ソルティ先生の偏差値0からの漢字検定（＃22～＃?）
- ローズ先生の偏差値0からの漢字検定（＃24～＃40）(隔週)

斎藤があまりにも漢字が読めないために生まれたコーナー。斎藤がリスナーから投稿された文章を読んで、制限ミス回数内で読み通したらGONZOから2,000円の食事券がもらえる。しかし、読み間違う度もしくは30秒の時間中に読めない度に浅野と斎藤2人とも電流が流れてくる罰がある（これを2人はビリビリ、ビリビリ様と呼んでいた）。ちなみに食事券は未放送分を含め9,400円まで貯まっていたが、その後は不明。
- ローズ先生の偏差値0からの一般常識(隔週)

浅野が斎藤に一般常識を植え付けてあげるコーナーという建前で、意味を説明できないような難しい単語を出題された先生役の浅野が適当な意味をでっち上げ、生徒役の斎藤があの手この手でさらに困らせる様子を楽しむコーナー。一般常識に欠けた二人によるボケ合戦となることも。
- ローズ先生のアメリカで使える英語（＃7～＃?）

英語の出来ない斎藤に、英語の堪能な浅野が英語の全てを教えてあげるコーナーという建前で浅野が和訳・英訳に四苦八苦したり、デタラメな訳文をでっち上げる様子を見て楽しむコーナー。GDH海外事業部の西氏がアシスタントして参加。
- ソルティのミッドセンチュリーリアクション

機械仕掛けの少女・ソルティこと斎藤に、浅野が人間的なリアクションを伝授するコーナー。ラジオ番組における「不思議ちゃん」への対処法(天然ではなくキャラを作っているという前提)や、ロシアンルーレットや罰ゲームを受けるときのリアクションなど、実践的かつブラックなネタが多かった。
- ソルティのミッドセンチュリー・ラブミッション（＃15～＃?）

人生最高のモテ期にあるソルティこと斎藤にラブの真髄を教えてもらうコーナー。「ソルティのミッドセンチュリーリアクション」の後コーナー。実際は、毎回のように偽の台本で斎藤を騙し、斎藤が打ち合わせの席でうっかり口を滑らせてしまった恋愛エピソードを、本人に完全再現させるコーナーだった。
- 斎藤すもも先生の偏差値0からの身重日誌

すでに育児経験があるという斎藤に二人目を妊娠する際にすてきな妊婦ライフを過ごすための様々な知識を身につけてもらおうというコーナー。最終回の一回前に突如開始し、一回で終わった。浅野が問題を出し、斎藤が答える。間違えると身につけた妊娠マシーン（風船）が二人を身重にさせる。初級は簡単だが下ネタのオンパレード。

## サブタイトル
ラジオCDタイトル
- ＃01 全ての始まり、超高級料理でリアクション
- ＃02 私の事、どう思ってる?『ハイ!人生の先生です!!』
- ＃03 箱の中身は何じゃろなー?
- ＃04 後々アメリカへ行くための英会話レッスン開始
- ＃05 ∑衝撃?ヤンキー説の始まり
- ＃06 見つけてしまった薔薇な世界に暴走
- ＃07 身を削るニックネーム合戦
- ＃08 カニアポ、アタック開始
- ＃09 広がるカニアポ、外堀埋め作戦
- ＃10 ツンデレ ロイ、何気にWebチェック
- ＃11 カニミッションCOMPLETE!カーシャと一緒にカニ三昧
- ＃12 モテ期突入、心に紫の鎖
- ＃13 meg rockさんが来た!
- ＃14 年末2本録り!『明けAICましてGONZOめとうございます!』
- ＃15 モテは空気感染する?
- ＃16 ポーズは重要
- ＃17 故、ローズ・アンダーソンを…
- ＃18 見てくれない？
- ＃19 謎めく話題、素朴な疑問とは?
- ＃20 人が砂に変わる刻
- ＃21 公開録音!ロイ、美味しいトコ取り
- ＃22 ローズ復活!笑いが止まりません!
- ＃23 そろそろ『ソルティレイディオ』も終わりですね…?
- ＃24 心身共に電気が走る
- ＃25 話題独占?!特撮ロボットドラマ『広告戦隊アフェリエイト』!!
- ＃26 大団円!祝!TV放送完結!
- ＃27 2人でパルプンテ
- ＃28 確認、お互いの良いところ探し
- ＃29 賞金使い込み事件
- ＃30 最強オキシライド
- ＃31 フェミニンから始まる思考の迷路
- ＃32 みんなでいっぱいペロペロ
- ＃33 裏切りの残金0
- ＃34 無意識の視線
- ＃35 転んでも タダでは起きず しゃぶしゃぶだ
- ＃36 さようなら、ビリビリさま
- ＃37 「ある意味」「若干」禁句
- ＃38 最終回前に新コーナー
- ＃39 最終回!GONZO突撃レポート

## ゲスト
- ＃11（2005年12月12日配信）：桑谷夏子（カーシャ役）
- ＃13（2005年12月26日配信）：meg rock（オープニング主題歌担当）
- ＃21（2006年2月27日配信）中田譲治（ロイ役）
- ＃26（2006年4月3日配信）：平池芳正（SoltyRei監督）（ソルティインフォメーションのみ）
- ＃27（2006年4月10日配信）：Shuzilow.HA（SoltyReiキャラクターデザイン・総作画監督・原案）(ソルティインフォメーションのみ）
- ＃34（2006年5月29日配信）：平池芳正（SoltyRei監督）(ソルティインフォメーションのみ)
- ＃39（2006年7月3日配信）：村濱章司（株式会社GDH代表取締役会長）(GONZO本社ビル内公録)

## CD
- ラジオCD「SoltyReidio COURL-1」「AICましてGONZOわ」
- ラジオCD「SoltyReidio COURL-2」「亡きローズ・アンダーソンをイツクシんで…」
- ラジオCD「SoltyReidio COURL-3」「はじめまして、斎藤すももです」

## 補注
1. ↑  ちなみに＃14では明けAICましてGONZOめとうございます!と新年の挨拶をしている
2. ↑  ＃39においてGDH本社での出張公録を行なった際、コーナーで負けた浅野が自分の付けていた破裂寸前の風船(妊娠マシーン)をゲストで来ていた、当時のGDH会長村濱章司のお腹の上に置いて逃亡したこともあった。勿論風船は村濱の腹の上で破裂。担当広報のチョビーこと青木がパニックに陥っている状況が放送された。